# Tax Justice Network
L'ONG Tax Justice Network (ou TJN) est un réseau créé autour d'une coalition de chercheurs partageant tous des préoccupations communes à propos de l'optimisation fiscale, de la concurrence fiscale et des paradis fiscaux.

## Histoire
L'ONG Tax Justice Network (TJN) a été imaginé en 2002, notamment par Prem Nath Sikka, aussi dit « baron Sikka », qui a obtenu un doctorat en comptabilité à l'université de Sheffield, actuellement[Quand ?] professeur émérite à l'université d'Essex, et qui est encore (en 2021) conseiller principal du TJN.
Le lancement officiel de l'ONG a eu lieu au parlement britannique en mars 2003, par Pat Lucas, Jean Andersson et Frank Norman. Il manquait alors un secrétariat et quelques financements, ce à quoi une campagne de financement lancée par le réseau ATTAC a pu remédier.
En septembre 2004, le Tax Justice Network met en place officiellement un secrétariat international relayé par The Guardian avec quelques commentaires de Kofi Annan (ONU). John Christensen, Sony Kapoor (aujourd'hui pilote du Think-tank Re-Define), Sikka, Murphy et d'autres lancent des projets de recherche et font peu à peu connaitre l'ONG.
En 2005-2006, après un exercice de cartographie de la taxation en Afrique, émerge l'idée d' inspecteurs des impôts sans frontières (TIWB), pour aider les autorités fiscales de pays pauvres ou ne disposant pas d'un personnel formé, à mieux traiter avec les multinationales qui elles, déploient souvent sur des panels d'avocats et d'experts comptables très bien payés – et parfois utilisent des pots de vin ciblés ou des moyens de coercition pour obtenir les conditions fiscales qui les arrangent le mieux.[non neutre]
En 2007, à Nairobi TJN crée un organisme de justice fiscale pour l'Afrique et commence à développer un indice du secret financier (ISF) afin de permettre de savoir qui sont les principaux destinataires de l'argent détourné ou pillé dans le pays même ou dans les pays d'origine. Cet indice se voulait aussi être un antidote aux classements de corruption (tels que l'indice de perception de la corruption de Transparency International) qui présentait les pays pauvres (africains surtout) comme les « plus corrompus » en omettant de montrer que les pays riches en profitaient, en accueillant ou blanchissant cet argent illicite dans le plus grand secret.
En 2009, publie son premier ISF et en 2011 publie le livre Treasure Islands de Nicholas Shaxson. Ce livre propulse la notion de paradis fiscal dans les médias et un film basé sur ce livre sera vu un million de fois dans les 15 jours après sa sortie du livre.
Le TJN se lance peu à peu dans des campagnes visant l'abolition des législations permettant les paradis fiscaux via des traités internationaux de coopération fiscale et de lutte contre la corruption imposant la transparence et des comportements plus éthiques, trouvant des soutiens politique à gauche comme à droite. Le TJN lie la justice fiscale et les droits de l'homme et affirme que la « compétitivité » entre nations ne doit pas justifier un nivellement par le bas entre elles, au profit d'une petit élite riche ou mafieuses.

## Résultats empiriques
Le réseau TJN a étudié et rendu compte des projets de l'OCDE sur l'érosion de la base d'imposition et le transfert de bénéfices (BEPS), tout en menant ses propres recherches. Il a conclu que l'ampleur des évitements de l'impôts sur les sociétés, rien que pour les multinationales, pouvait être estimée à environ 660 milliards de dollars en 2012 (soit un quart des bénéfices bruts des multinationales américaines), équivalent à 0,9 % du PIB mondial,.
En juillet 2012, après une évaluation des comptes offshore cachés dans des paradis fiscaux par des personnes fortunées, le Tax Justice Network a calculé qu'au moins 21 000 milliards de dollars (13 000 milliards de livres sterling), et peut être jusqu'à 32 000 milliards de dollars serait cachés dans des paradis fiscaux.
Les gouvernements seraient ainsi privé d'une ressource en impôts sur le revenu qui pourrait atteindre 280 milliards de dollars,,.
En novembre 2020, le réseau TJN a publié un rapport intitulé « The State of Tax Justice 2020 » selon lequel environ 427 milliards de dollars sont perdus chaque année à cause des systèmes d'évitement de taxes dues,.
En 2021, une étude de TJN conclut que les régimes fiscaux favorables accordés aux non-résidents des États-Unis coûtaient au reste du monde près de 20 milliards de dollars en recettes fiscales perdues par an.
En mai 2022, TJN classe pour la première fois au Financial Secrecy Index biennal, en tête du classement mondial des mauvais élèves, les États-Unis, devenus « le plus grand facilitateur du secret financier au monde, dépassant les paradis fiscaux notoires comme la Suisse, les îles Caïmans et les Bermudes, selon une analyse du Tax Justice Network publiée aujourd'hui (...) Le refus des États-Unis de partager des informations sur les comptes financiers des non-résidents avec les autorités fiscales étrangères a été un facteur clé de son classement élevé) ». En outre, le nombre de services financiers offerts aux étrangers depuis 2020 a augmenté de + 21 %. Le directeur de TJN nuance ce classement en précisant que l'on comptabilisait ensemble le Royaume-Uni et tous ses territoires dépendants, ils devanceraient les États-Unis en termes de contribution au secret financier mondial.

## Points focaux

### Indice du secret financier (Financial Secrecy Index)
Tous les deux ans, le TJN publie et met à jour un indicateur dénommé Financial Secrecy Index. Sa publication a débuté en 2009 et a été publiée pour la dernière fois en février 2020. Cet index couvre 133 juridictions mondiales et produit un score « Indicateur de secret » pour chacune, sur la base d'une synthèse de 20 critères qualitatifs. Ces publications sont largement commentées et reprises par les médias,,,.

### Indice des paradis fiscaux pour les sociétés
Le Corporate Tax Haven Index est également une publication biennale faite par le TJN. Elle a commencé en mai 2019 et couvre 64 juridictions mondiales. La valeur « Corporate Tax Haven Index » est calculée en combinant deux mesures de base : un « score Haven » basé sur 20 critères principalement fiscaux et une « pondération à l'échelle mondiale » mettant en évidence l'échelle de l'activité. Les publications de cet index sont également largement couvertes par les médias,,.

## Financements
Le TJN a été classé comme « hautement transparent » dans son financement par Transparify  et a reçu la note A pour la transparence de son financement par Who Funds You.

## Autre
Des experts du TJN sont parfois invités par des autorités publiques ; certains ont par exemple participé aux auditions publiques de la commission des finances du Bundestag allemand en 2016.